# Cássio de Nárnia
Cássio de Nárnia foi um bispo de Nárnia de 537 a 558, a data de sua morte. Foi louvado por Gregório, o Grande e foi notado por sua caridade. Em 544/546, Cássio curou um espatário de nome desconhecido (talvez Rigão) do rei Tótila (r. 541–552) de uma possessão demoníaca. Cássio morreu em 558 em Roma após peregrinar para lá. Cássio era casado e o nome de sua esposa era Fausta.
No ano 878, as relíquias de Cássio foram levadas para Baggio em Luca com aquelas de Juvenal de Nárnia. Elas foram levadas por Adalberto I da Toscânia, mas todas as relíquias foram retornadas para Nárnia dois anos depois. As relíquias de São Cássio foram colocadas num templo restaurado e que mais tarde ficou conhecido como Sacelo de São Cassiano. As relíquias de Juvenal diz-se que foram escondidas.